# Niklas Zender
Niklas Zender (ur. 28 sierpnia 1990) – niemiecki lekkoatleta, sprinter.

## Osiągnięcia
- brązowy medal mistrzostw świata juniorów (sztafeta 4 x 400 m, Bydgoszcz 2008)
- srebro mistrzostw Europy juniorów (sztafeta 4 x 400 m, Nowy Sad 2009)

## Rekordy życiowe
- bieg na 400 m - 46,18 (2008)